# Julian Voss-Andreae
Julian Voss-Andreae (Amburgo, 15 agosto 1970) è uno scultore tedesco.

## Biografia

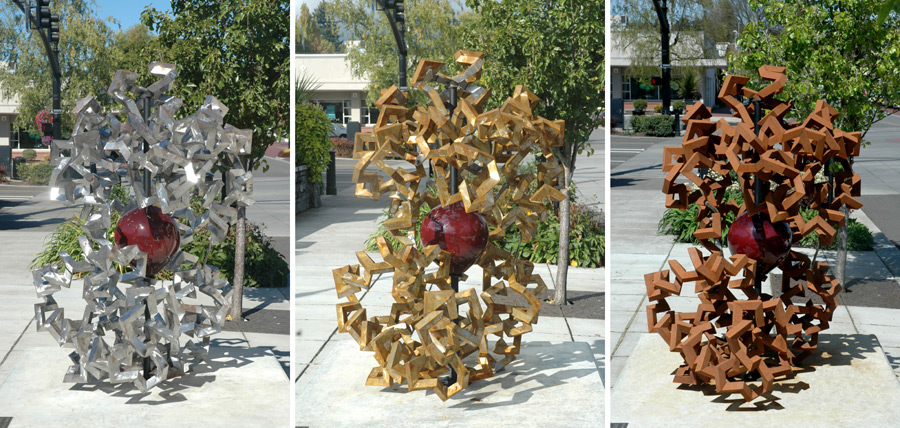
Heart of Steel (Emoglobina) (2005). L'immagine mostra la scultura di acciaio, alta 1.60 m, subito dopo l'installazione, dopo 10 giorni e dopo alcuni mesi di esposizione alle intemperie.

Ha cominciato la sua attività di artista come pittore per poi studiare fisica sperimentale, matematica e filosofia presso l'Università libera di Berlino, l'Università di Edimburgo e l'Università di Vienna.
Intraprese, quindi, lo studio della meccanica quantistica con il gruppo di ricerca di Anton Zeilinger, partecipando ad un esperimento che dimostrava il comportamento quantistico per gli oggetti più grandi fino ad oggi.
Nel 2000 si trasferì a Portland per studiare le belle arti al Pacific Northwest College of Art, diplomandosi nel 2004.
I suoi lavori sono fortemente influenzati dai suoi studi scientifici, come le "sculture proteiniche", come l'Angelo dell'Ovest (2008) una colossale scultura all'aperto per lo Scripps Research Institute di Jupiter, nello stato della Florida, ritraente un anticorpo umano, quindi una scultura per il premio Nobel Roderick MacKinnon, basata sulla struttura del canale ionico, nel 2006 realizza l'Uomo Quantico, una scultura in acciaio rappresentante una metafora del mondo intuitivo della meccanica quantistica e, nel 2007, l'Uomo Quantico 2, versione in acciaio inossidabile.
Nel 2009 in una mostra all'American Center for Physics ha esibito una serie di sculture ispirate al concetto di meccanica quantistica.